# Sutter Health Park
El Sutter Health Park(español Parque de Salud Sutter) es el estadio local del equipo de béisbol de Ligas Menores Sacramento River Cats, que es miembro de la Liga de la Costa del Pacífico. Conocido como Raley Field de 2000 a 2019, la instalación se construyó en el sitio de antiguos almacenes y patios ferroviarios en West Sacramento, California, al otro lado del río Sacramento desde el Capitolio del Estado de California. Está directamente adyacente al centro de Sacramento. Será el hogar de los Atléticos de Oakland del 2025 al 27 previo al traslado de la franquicia a Las Vegas.

## Historia
El estadio de $ 46.5 millones de dólares se construyó en ocho meses y medio, pero períodos prolongados de mal tiempo obligaron a los River Cats a realizar un viaje por carretera de un mes para inaugurar la temporada, ya que la finalización se retrasó 45 días. Sin embargo, se estimó que el tiempo de finalización era de unos dos años. El partido inaugural en casa se jugó el 15 de mayo de 2000.
El estadio es una de las pocas instalaciones deportivas profesionales del país construidas sin una contribución del sector público. Aunque se construyen utilizando bonos financiados por la Autoridad de Financiamiento del Estadio de River City, los pagos de bonos se pagan con boletos, concesiones, publicidad y otros ingresos, no con impuestos. Debido a que el costo del proyecto de $ 46.5 millones era demasiado grande para que la ciudad anfitriona lo financiara, Christopher Cabaldon, en su primer mandato como alcalde de West Sacramento, reclutó al Condado de Sacramento y al Condado de Yolo para unirse a su ciudad en una agencia de poderes conjuntos que se convirtió en la autoridad de financiamiento del estadio. Debido al éxito del estadio, sus fuentes de ingresos privados han sido más que suficientes para pagar los bonos de construcción y construir una reserva de bonos.
El estadio tiene 10.624 asientos permanentes y bermas de césped tanto en el campo derecho como en el izquierdo para una capacidad total de 14.014. Su capacidad original era de 14.611 y se redujo a 14.414 en 2005 con la adición de una terraza para fiestas. Disminuyó aún más en 2010 con la apertura del Club Diamante detrás del plato de home. El estadio tiene 2.798 asientos para clubes y 750 asientos en 36 suites.
Los derechos del nombre de la instalación se vendieron a Raley's, una cadena regional de supermercados que también tiene su sede en West Sacramento, por 5.15 millones durante 20 años. El estadio no fue diseñado pensando en la expansión; por lo tanto, si un club de béisbol de grandes ligas alguna vez se mudara a Sacramento, se requeriría un trabajo significativo.
El estadio fue sede del Juego de Estrellas Triple A de 2005 en el que las Estrellas de la Liga de la Costa del Pacífico derrotaron a las Estrellas de la Liga Internacional, 11-5.
Se habló de que los Sacramento Mountain Lions, un equipo de fútbol americano de la United Football League, usaran el campo durante la temporada 2012. El 6 de agosto de 2012 se anunció un acuerdo final a tal efecto. La UFL, incluidos los Leones de Montaña, cerraron abruptamente sus operaciones a mediados de la temporada 2012.
El 18 de julio de 2013, Raley Field organizó un partido de fútbol, un amistoso entre el equipo mexicano Dorados de Sinaloa y el Norwich City F. C. de la Premier League. El partido terminó 3-0 ante Norwich, con goles de Luciano Becchio, Anthony Pilkington y Josh Murphy. La asistencia al partido fue de 14.014 espectadores.
Como parte de Golden State Hockey Rush, Raley Field organizó un partido de hockey de ligas menores entre Stockton Heat y Bakersfield Condors de la Liga Americana de Hockey el 18 de diciembre de 2015.
El estadio pasó a llamarse Sutter Health Park antes de la temporada 2020 como parte de un acuerdo de derechos de denominación con Sutter Health, con sede en Sacramento.
El 4 de abril de 2024, se anunció que los Atléticos de Oakland jugarán en Sutter Health Park a partir de 2025 hasta 2027 con una opción por cuarto año en espera de la transición del equipo a Las Vegas.

## Galería

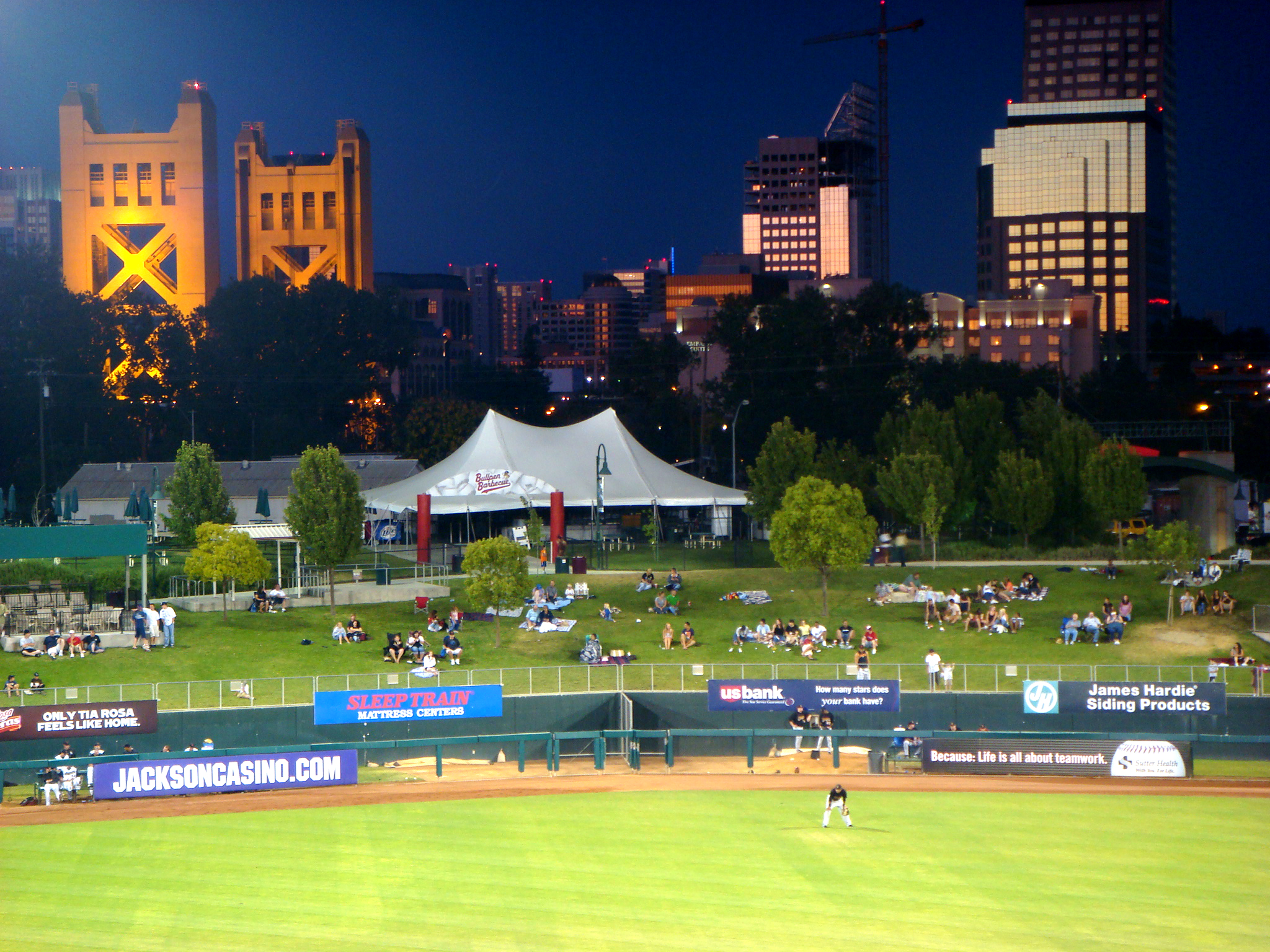
Vista del horizonte de la ciudad desde la tribuna
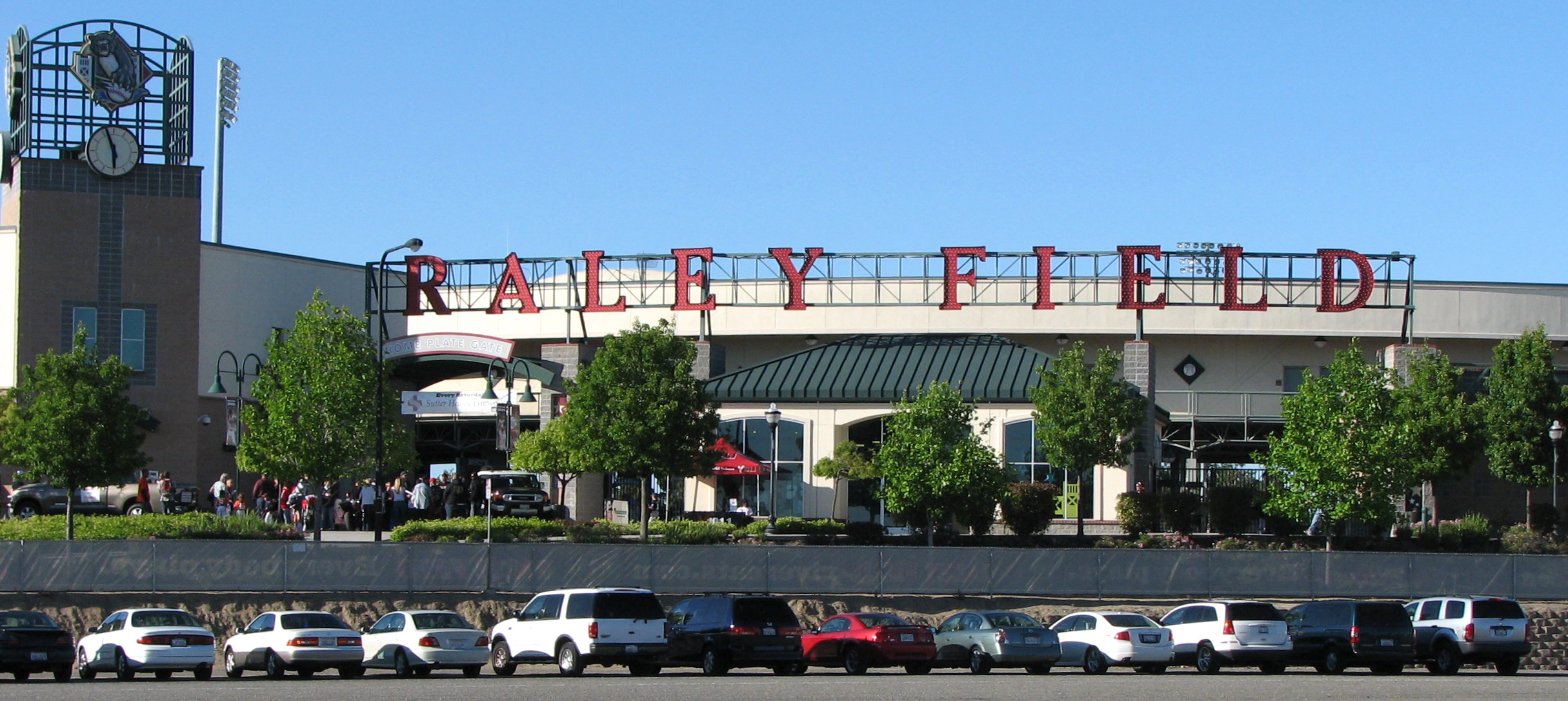
Entrada durante el día
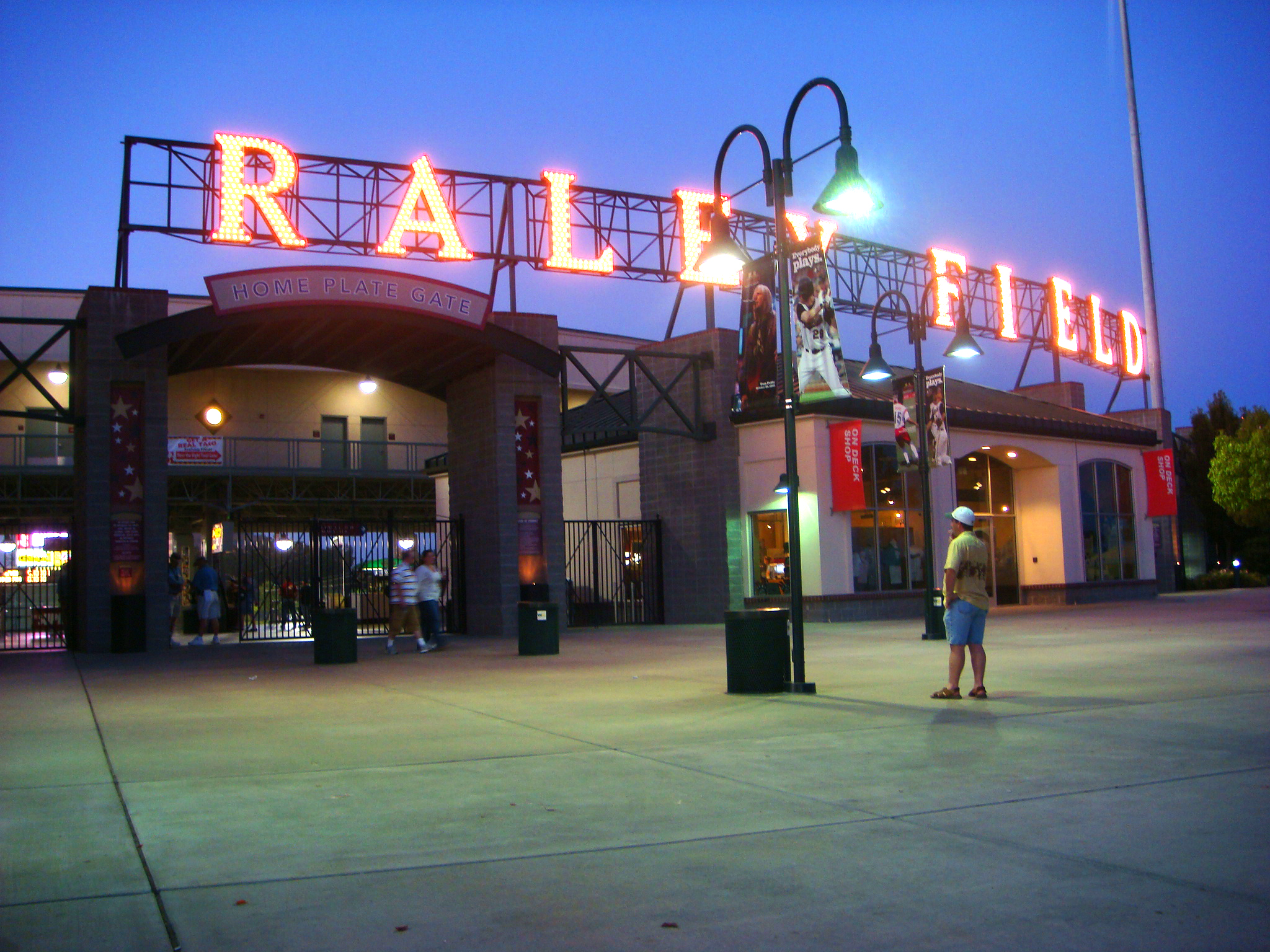
Entrada durante la noche
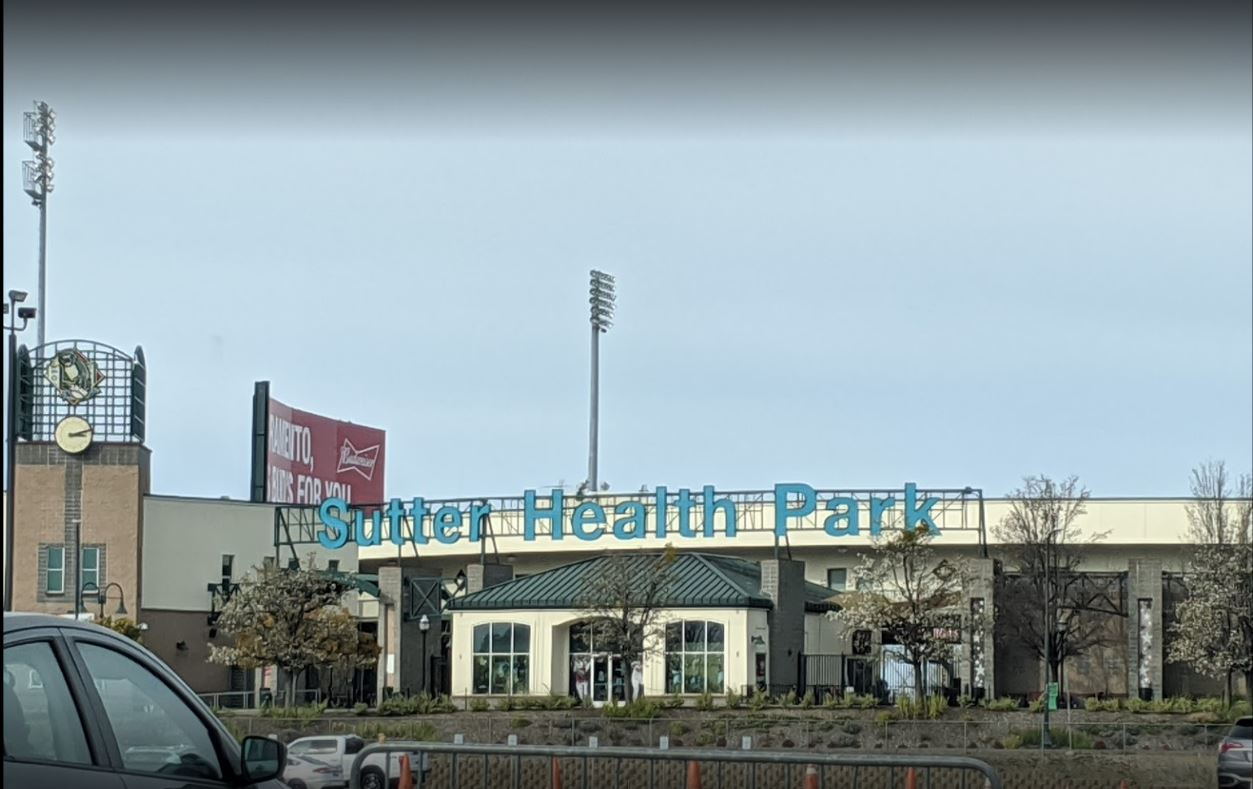
Entrada con el letrero nuevo